# アガサ・ハークネス
アガサ・ハークネス（Agatha Harkness）は、マーベル・コミックが出版するアメリカン・コミックスに登場するキャラクターである。「最強の魔女」と称されるアガサは、ワンダ・マキシモフの友人にして師匠であり、ニコラス・スクラッチの母親としても描写され、保護したフランクリン・リチャーズの乳母にもなるなど、マーベル・ユニバースで重要な人物の一人である。

## 発行履歴
アガサ・ハークネスは、スタン・リーとジャック・カービー によって想像され、1970年1月の『ファンタスティック・フォー』第94号に初登場した。

## キャラクター経歴

### オリジン
アガサ・ハークネスはマサチューセッツ州にある“ニューセーラム”という街で育った。その土地では魔女裁判が行われており、住民の中に紛れていた魔女たちは近隣の住民から迫害を受けていた。若き日のアガサはこの街で最も強力な魔術師として他の魔女たちの指導者となるが捕らえられ、火炙りの刑に処された。しかし、タイムトラベルしてきたヒーローのファイアスターに助け出されて逃げ延び、迫害への対抗を試みた。だが息子のニコラス・スクラッチや近隣の住民の反対を受けてニューセーラムを離れることを決め、ニューヨーク北部の人里離れた場所にたどり着くと、アガサはそこにある古めかしく恐ろしげな館を根城にして長い間暮らしていった

### 1970年代
超自然的な芸術や文学を嗜好し、住処の館の中もおどろおどろしい物で溢れさせ、不気味な黒猫のエボニーをいつも抱きかかえるなど、華奢で怪しげな老婆そのものになったアガサのもとを、“ファンタスティック・フォー”が乳児のフランクリン・リチャーズを預けるに信用できる乳母であるかどうか確かめるために訪ねてきた。その容貌を疑われたアガサだったが、ファンタスティック・フォーが様子見として館に泊まり込んだ夜、ウィザード率いる“フライトフル・フォー”がフランクリンの拉致を目的に現れ、彼が眠る寝室に近づくと自ら立ちはだかり、エボニーを恐ろしい悪魔のような姿に変貌させて差し向けることでヴィラン共を敗走させると共に、フランクリンを静かに寝かせつける神業も披露して自身が魔女であるとファンタスティック・フォーに明かした。その姿を見たリード・リチャーズ/ミスター・ファンタスティックから乳母として最高の人材であると信頼を得て、彼の息子であるフランクリンの乳母を引き受けた。
アニヒラスとの戦いでアガサは、ファンタスティック・フォーを支援したが、ニューセーラムの支配者となったスクラッチにより、アガサがファンタスティック・フォーのために働いてニューセーラムのコミュニティを裏切ったことを町の住民に暴露すると、アガサはフランクリンと共に拉致されてコミュニティに連れ戻され、裁判にかけられた。しかし、ファンタスティック・フォーがスクラッチの子どもたちでありアガサの孫でもある“セーラムズ・セブン”と対決して倒したことでアガサは解放され、その過程で自身の悪事がニューセーラムのコミュニティに明らかになったスクラッチは、別の次元に追放された。やがてフランクリンが成長し、乳母としての役目を終えたアガサは、自分の助けを必要としているワンダ・マキシモフ/スカーレット・ウィッチと新たに出会い、彼女の師匠となって魔法のコントロールと力を制御する方法を学ばせた。スクラッチとセーラムズ・セブンがこちらの次元に戻ってきた際には、彼らの世界征服の目論みを阻止した。

### 1980年代
セーラムズ・セブンが再びニュー・セーラムのコミュニティを引き継ぐとアガサは捕らえられ、火炙りの刑にかけられて焼死したが、アガサはアストラル体となって自らの存在をワンダに知らせた。ワンダが双子の息子たちの奇妙な行動によって不安定になった時、アガサは復活した。メフィストがワンダに彼女の息子たちの実態を知らせると、アガサはワンダがトラウマに対処するのを助けるために、彼女の息子たちに関する記憶を消去し、イモータスによる陰謀の際には、ワンダの記憶を復元した。またイモータスとの戦いでアガサは、“アベンジャーズ”を支援した。

### 2000年代

#### アベンジャーズ:ディスアセンブルド
再び息子たちに関する記憶を失ったことで精神崩壊し、力を暴走させたワンダに対してアガサは、彼女を止めようと立ち向かうも生命を奪われてしまった。アガサの亡骸らしきものを発見したニック・フューリーは、アガサが長い間死んでいたと結論付けた。しばらくして、一部の記憶を喪失したワンダがクリント・バートン/ホークアイに、「アガサおばさん」の世話を受けていると告げるが、後にこのワンダは、ある時期を境にワンダ本人に取って代わった“ドゥームボット”であることが明らかになった。

## 能力・スキル・ペット
アガサは高い知性と魔法の伝承に関する膨大な知識を持ち、魔力を操ってテレポーテーション、エネルギー投射など、呪文を唱えることで地球に接する次元に存在するパワーや物質を呼び出すことを含む、多くの効果を得られる。また、催眠術及びイリュージョンキャスティングの能力までを持つ。激しい身体的活動を行う能力は低下しているものの、非常に長寿である。

### エボニー
アガサは“エボニー”という名の黒猫を飼っていた。この魔法のペットは、巨大で獰猛な黒豹に変身する能力を持っていたが、アガサが予知能力を得るために犠牲となった。

## その他のバージョン
『アルティメット・マーベル』バージョンのアガサは、『アルティメット・ファンタスティック・フォー』第54号でS.H.I.E.L.D.の心理学者である若い女性として初登場し、バクスタービルのシンクタンクを評価するために派遣されたと主張したが、第56号ではアガサのS.H.I.E.L.Dにおけるステータスが偽造され、実際には アトランティスを破壊した古代のエンパスであることが明らかになった。

## MCU版
『マーベル・シネマティック・ユニバース』（MCU）ではキャスリン・ハーンが演じる。日本語吹替は林真里花が担当。

### キャラクター像
セイラム魔女裁判の時代から現代まで生き永らえてきた本物の魔女。元から魔女の一族だったが、1693年のマサチューセッツ州セイラムにて、掟を破り禁忌とされる強力な黒魔術を使ったとして、母親のエヴァノラ・ハークネスを含む同族の魔女たちに処刑されかけた。だがその際、魔女たちの命を吸収して力を覚醒させた。
同じ魔女であるワンダ・マキシモフ/スカーレット・ウィッチと異なり邪な意志で魔術を行使し、ワンダに彼女自身の記憶を所々で毒づきながら無理矢理辿らせ、彼女の息子たちのトミー&ビリーを捕らえて苦しめたほか、想定外のことが起こったり窮地に陥ると嘘臭い小芝居を打ち、掌を返したかのように敵にも追い縋るなど、腹黒く嘆かわしい本性を持つ。

### 魔術
強大な力を持つ魔女として、ルーン文字によるルーン魔術から黒魔術まで、多彩な魔術を行使する。その際には、紫色のオーラを放出する。
念力
手振りでドアの開閉や、複数の人物を捕らえて浮かび上げる魔術。
空中浮遊
自らの身体を浮かび上げ、飛行する魔術。
物質変換
衣服の瞬間着用など、物体の状態を変化させる能力。
催眠術
対象者の心を操る魔術。ラルフ・ボーナーをはじめとする“ウエストビュー”の住人たちやセミなどにこの術を施して操った。ラルフの場合は「水晶玉を使って操っていた」とアガサが述懐していたが、彼と対峙したモニカ・ランボーによって外されると、術が解けて元の人格に戻っている。
防御呪文
ルーン文字による防御のための結界を貼るルーン魔術。この結界の中では、それを作り上げた魔女だけが魔法を行使できる。
幻覚
対象に幻影を見せて惑わす術。
魔力吸収
他の魔女の魔力を奪い取り自身のものにする能力。後にアガサは、相手が攻撃してこないと吸収することが出来ないと明かす。
瞬間移動
自身や他者を任意の場所にテレポーテーションさせる能力。
魔力の縄
手から伸びる縄状のエネルギー。トミー&ビリーに巻きつけて2人を捕らえ、苦しめた。
エネルギー波
掌から放つ攻撃技。光弾状と光線状の2種類が存在する。
物体の召喚
自身の所持品を瞬時に出現させる能力。
さらにアガサは、降霊術も発動できると述べている。

### 描写
『ワンダヴィジョン』
本作でMCU初登場。
現代においてワンダがウエストビューに造り出した“ヘックス”の存在にいち早く気付き、その力の正体を見極めようとウエストビューに潜り込む。現地の住人として“カオス・マジック”の影響を受けたように成り済まし、ヘックスの状況も認識するとワンダとヴィジョン（カオス・マジック）に隣人のアグネスと称して彼女たちに接触。外見は陽気で小粋なジョーク好きの夫人で、初対面のワンダにも観葉植物を持参して挨拶するなど親身に世話を焼く。しかし時にウエストビューの現状をある程度把握していることを示唆する言動や振る舞いをとり、その裏ではトミー&ビリーが飼い始めた愛犬のスパーキーを手にかけ、催眠術で操ったラルフを“ピエトロ・マキシモフ”と錯覚させるようワンダに接触させ、さらには自らもハロウィンの夜に錯乱したように演じてヴィジョンに「あなたは死んでいる」と語りかけるなど、遠回しな介入をしながらワンダを監視してきた。
やがてトミー&ビリーを捕らえ、ワンダに本性を表し、“ダークホールド”の記述と魔術で辿った彼女の記憶から、ワンダこそが想像を絶する魔力を秘める“スカーレット・ウィッチ”であると確信。彼女の魔力を奪い取ろうと挑みかかった。相手の心理攻撃を跳ね除け、エネルギー波も絶え間なく吸収し続けるなどワンダを翻弄するが、魔女として完全に覚醒したワンダによって皮肉にも自身の魔力を全て奪われ敗北。とどめを刺されなかった代わりに、カオス・マジックで“詮索好きなウエストビューの住人・アグネス”に変貌させられる。
『アガサ・オール・アロング』
アガサが主演として出演する単独ドラマ。「ワンダヴィジョン」そして「ドクターストレンジ・マルチバース・オブ・マッドネス」のその後を描く。ワンダによって力を奪われるが、取り戻すために寄せ集めの仲間たちと『魔女の道』を歩くことを決意する。

## その他のメディア

### テレビアニメ
- 『アベンジャーズ：ユナイテッド・ゼイ・スタンド』の第11話『The Sorceress' Apprentice』に登場。エリザベス・シェパードが声をあてた[17]。
- 『X-メン:エボリューション』では、ポーリーン・ニューストンが声をあてた[17]。

### マーベル作品以外に関するトリビア
『ドクター・フー』とそのスピンオフである『秘密情報部トーチウッド』に登場するジャック・ハークネスは、アガサ・ハークネスにちなんで名付けられた。